# Brun björnspinnare
Brun björnspinnare (Arctia caja) är en brun och ljust gulvit fjäril med orange bakvingar. Den förekommer på norra halvklotet, från Europa och österut till Japan samt i Nordamerika. Larven är svart med täta och långa hår i svart och rödbrunt. Den lever på en mängd olika träd, buskar och örter.

## Utseende
Vingspannet är mellan 43 och 70 millimeter och honan är större än hanen men i övrigt är könen lika varandra till utseendet. Däremot är arten mycket variabel när det gäller färgnyanser och mönster. Framvingens ovansida är mönstrad med fläckar i ljust gulvitt och brunt. Hos vissa former överväger den bruna färgen och hos andra den ljust gulvita. Bakvingen är orange med blåsvarta fläckar. Bakkroppen har samma orange färg med mörka fläckar medan huvudet och framkroppen är mörkbruna. När fjärilen sitter still döljs bakvingarna av framvingarna, men blir den skrämd drar den framvingarna framåt så att bakvingarna syns.

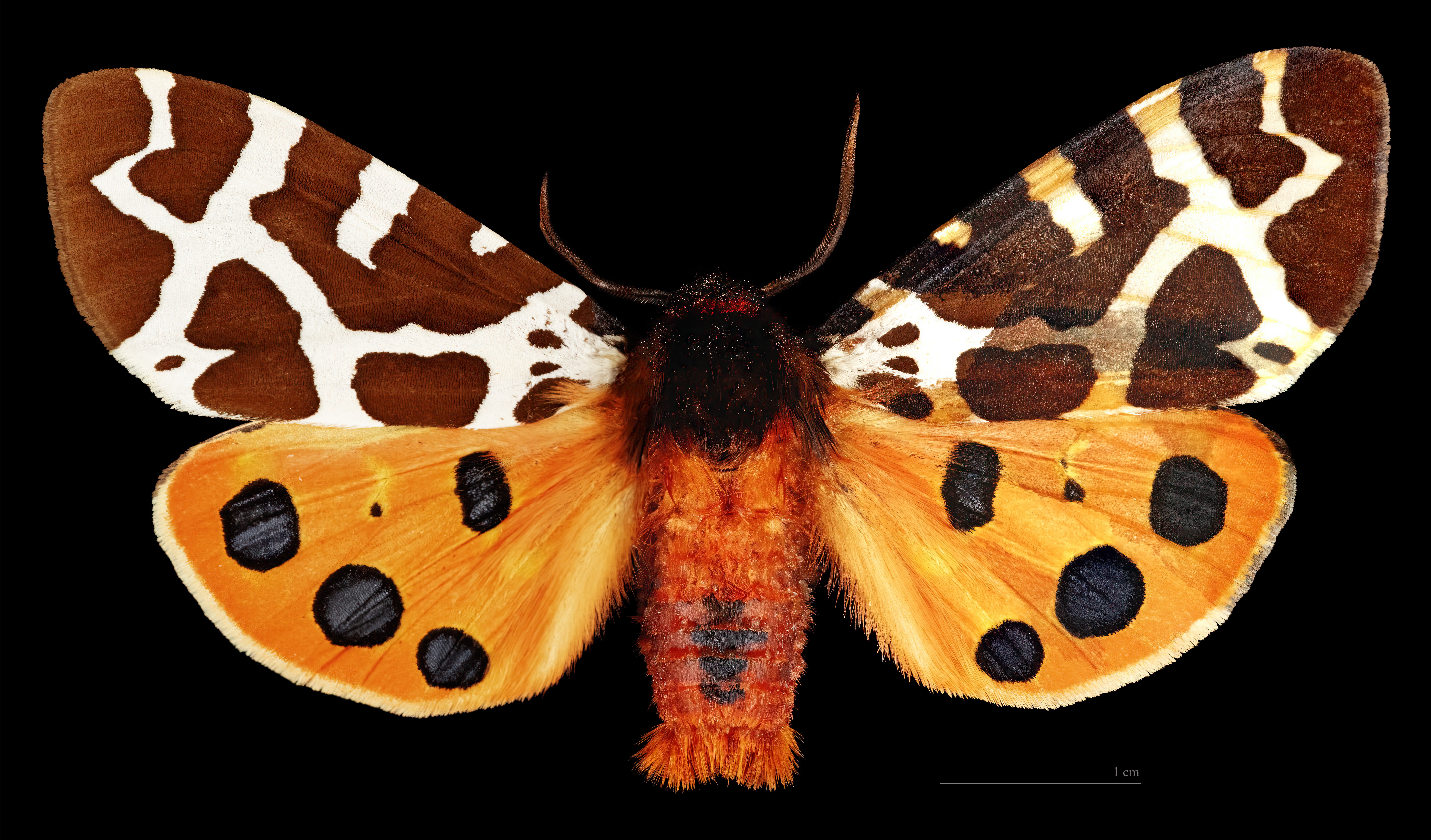
♂
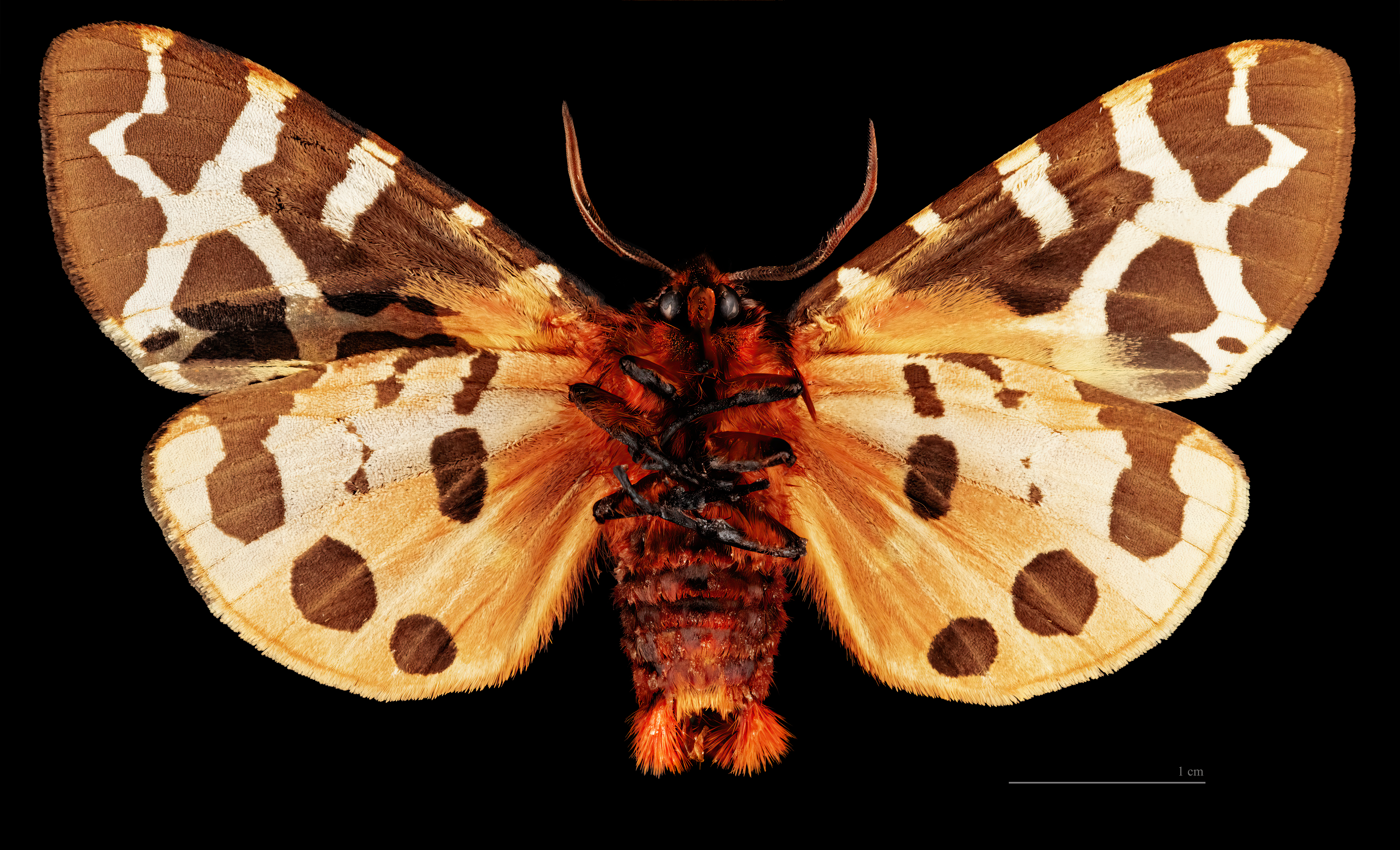
♂ △

Larven är svart med svart behåring på rygg och sidor och rödbrun behåring nedtill på sidorna. Den blir upp till 60 millimeter lång.

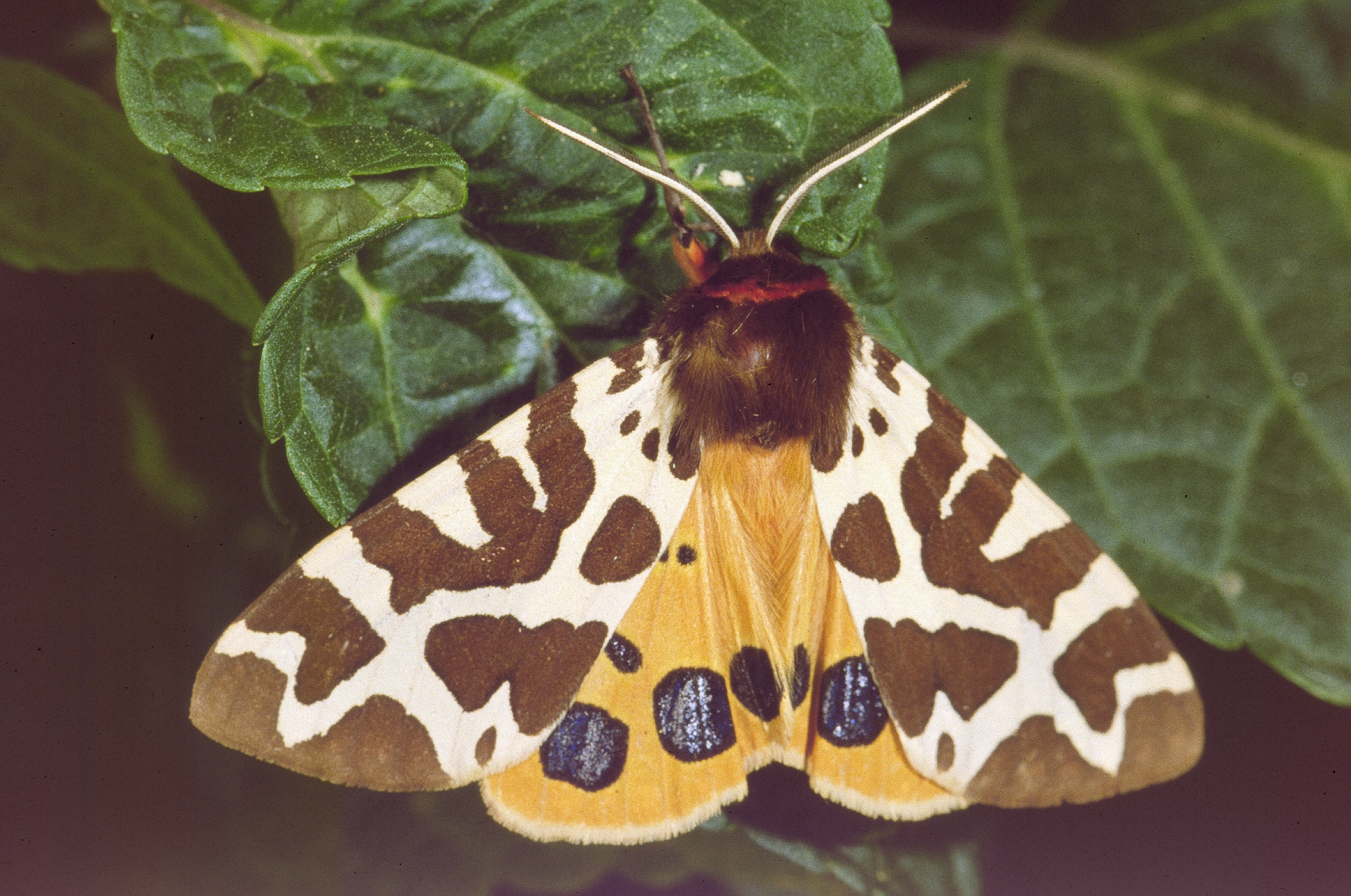
Här syns de orange bakvingarna.
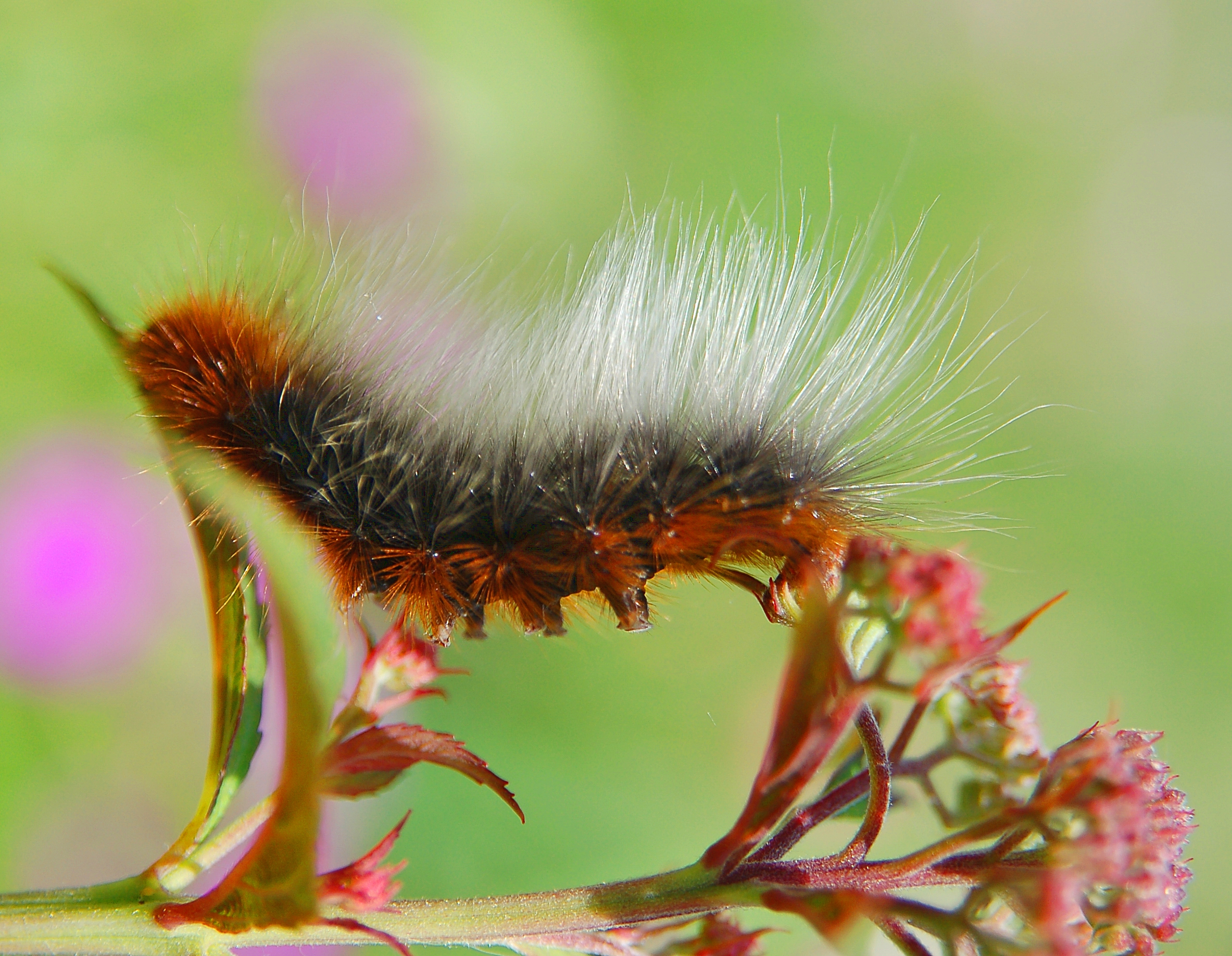
Larven.

## Levnadssätt
Denna fjäril, liksom alla andra fjärilar, genomgår under sitt liv fyra olika stadier; ägg, larv, puppa och fullvuxen (imago). En sådan förvandling kallas för fullständig metamorfos.
Flygtiden, den period när fjärilen är fullvuxen, infaller i norra delen av utbredningsområdet mellan juli och augusti, men längre söderut hinner den med två generationer per år. Brun björnspinnare flyger på natten. Under flygtiden parar de sig och honan lägger äggen på värdväxternas blad.
Ur ägget kläcks larven. Värdväxter, de växter larven lever på och äter av, är många olika träd, buskar och örter. Några exempel är arter i videsläktet, björksläktet, vinbärssläktet, klöversläktet, blåbärssläktet och maskrossläktet.
Larven övervintrar som halvvuxen och på våren fortsätter den att äta. I juni förpuppas den i en kokong nära marken och efter någon månad kläcks den fullbildade fjärilen ur puppan och en ny flygtid börjar.

## Habitat och utbredning
Brun björnspinnares habitat, den miljö den lever i, är öppna marker till exempel ängar, hedar och myrar.
Utbredningsområdet sträcker sig från Europa och österut genom Ryssland, Himalaya och Mongoliet till Japan, samt Nordamerika. I Norden förekommer den i Danmark, i södra och västra Norge, i Sverige utom i fjällen samt i hela Finland utom längst i norr.